# Lupe ole Soaga SC
El Lupe ole Soaga Soccer Club es un club de fútbol de Apia, Samoa. Juega en la Liga Nacional, primera división del país, que ganó cinco ocasiones.
Fue fundado en 1998 pero a partir de 2011 comenzó recién a participar en torneos a nivel nacional. En 2013 obtuvo tanto el título de liga como de copa.

## Palmarés
- Liga Nacional de Samoa (7): 2012–13, 2014–15, 2016, 2017, 2019, 2020, 2021.
- Copa de Samoa (1): 2012-13